# Auxillac
Ne doit pas être confondu avec Auxillac (Cantal).
Cet article possède un paronyme, voir Aurillac.
Auxillac est une ancienne commune de France, située dans le département de la Lozère, en région Occitanie, aujourd'hui commune associée de La Canourgue.

## Géographie
Le village se trouve dans le Massif central, dans l'ouest du département de la Lozère, près de La Canourgue.

## Histoire
Elle est créée en 1790 sous le nom de Salmont. Elle devient Auxillac en 1836, en même temps qu'elle cède une partie de son territoire sous le nom de Montjézieu. Le 1er janvier 1973, elle fusionne avec La Canourgue sous le régime de la fusion-association.

## Politique et administration
| Période                                  | Période | Identité            | Étiquette | Qualité                               |
| ---------------------------------------- | ------- | ------------------- | --------- | ------------------------------------- |
| 1871                                     | 1925    | Charles de Ligonnès |           | Évêque de Rodez et Vabres (1906-1925) |
| Les données manquantes sont à compléter. |         |                     |           |                                       |

| Période                                  | Période | Identité            | Étiquette | Qualité |
| ---------------------------------------- | ------- | ------------------- | --------- | ------- |
| avant 2002                               | ?       | Jean-Claude Longeac | DVD       |         |
| Les données manquantes sont à compléter. |         |                     |           |         |

## Démographie
| 1793  | 1800 | 1806  | 1821  | 1831  | 1836 | 1841 | 1846 |
| ----- | ---- | ----- | ----- | ----- | ---- | ---- | ---- |
| 1 100 | 958  | 1 087 | 1 088 | 1 477 | 727  | 759  | 731  |

| 1851 | 1856 | 1861 | 1866 | 1872 | 1876 | 1881 | 1886 |
| ---- | ---- | ---- | ---- | ---- | ---- | ---- | ---- |
| 744  | 684  | 615  | 590  | 580  | 630  | 701  | 615  |

| 1891 | 1896 | 1901 | 1906 | 1911 | 1921 | 1926 | 1931 |
| ---- | ---- | ---- | ---- | ---- | ---- | ---- | ---- |
| 615  | 558  | 503  | 476  | 402  | 338  | 359  | 362  |

| 1936 | 1946 | 1954 | 1962 | 1968 | 1975 | 1982 | 1990 |
| ---- | ---- | ---- | ---- | ---- | ---- | ---- | ---- |
| 355  | 356  | 304  | 234  | 219  | -    | -    | -    |

## Culture locale et patrimoine

### Lieux et monuments
- Église Saint-Pierre-et-Saint-Paul. L'édifice fut bâti en 1809 sur l'emplacement de l'ancienne chapelle de Salmon. La voûte a été reconstruite en 1922 et les murs ornés de peintures.
- Présence de deux fours à pain.
- Dolmen de Chardonnet.
- Tombeaux mérovingiens.
- Château du XVIe siècle (propriété privée).

### Personnalités liées à la commune
- Céleste Albaret y est née sous le nom d'Augustine Célestine Gineste le 17 mai 1891. Elle était la servante dévouée de Marcel Proust[3].
- Charles de Ligonnès  (1845-1925), évêque de Rodez et Vabres (1906-1925), fut maire d'Auxillac de 1870 à 1925.